# Празька работоргівля

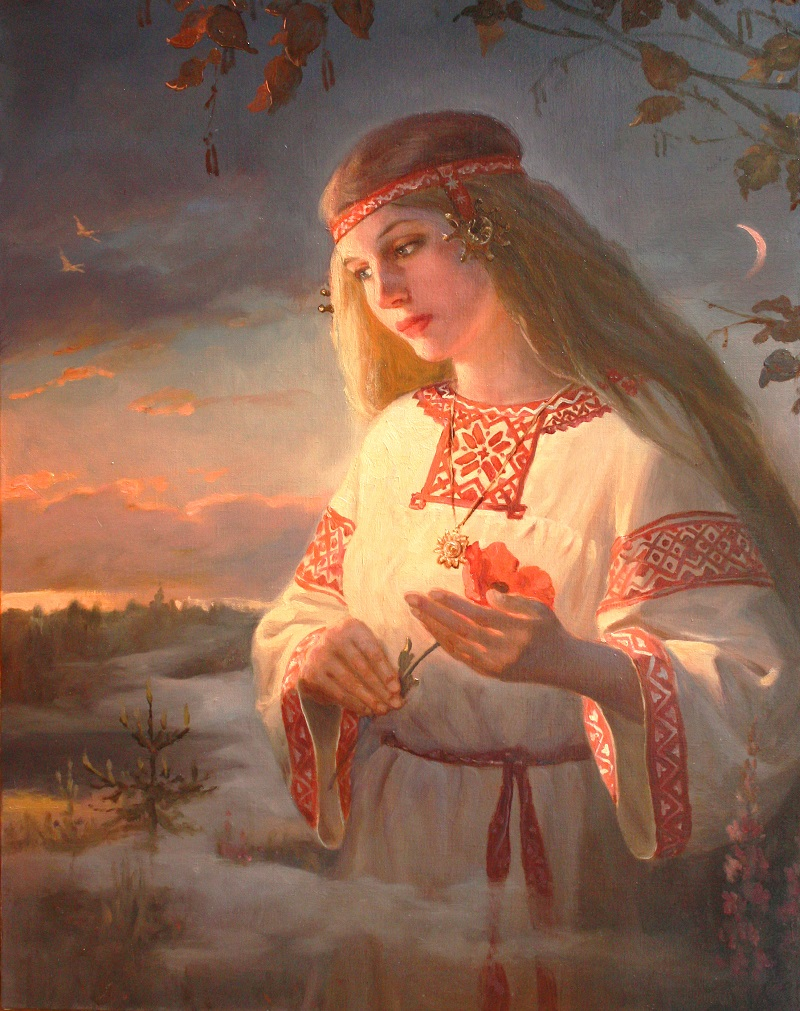
Богиня Зоря у слов'янській релігії. Той факт, що слов'яни були язичниками, в очах як християн, так і мусульман легітимізував їх як об'єкт поневолення.

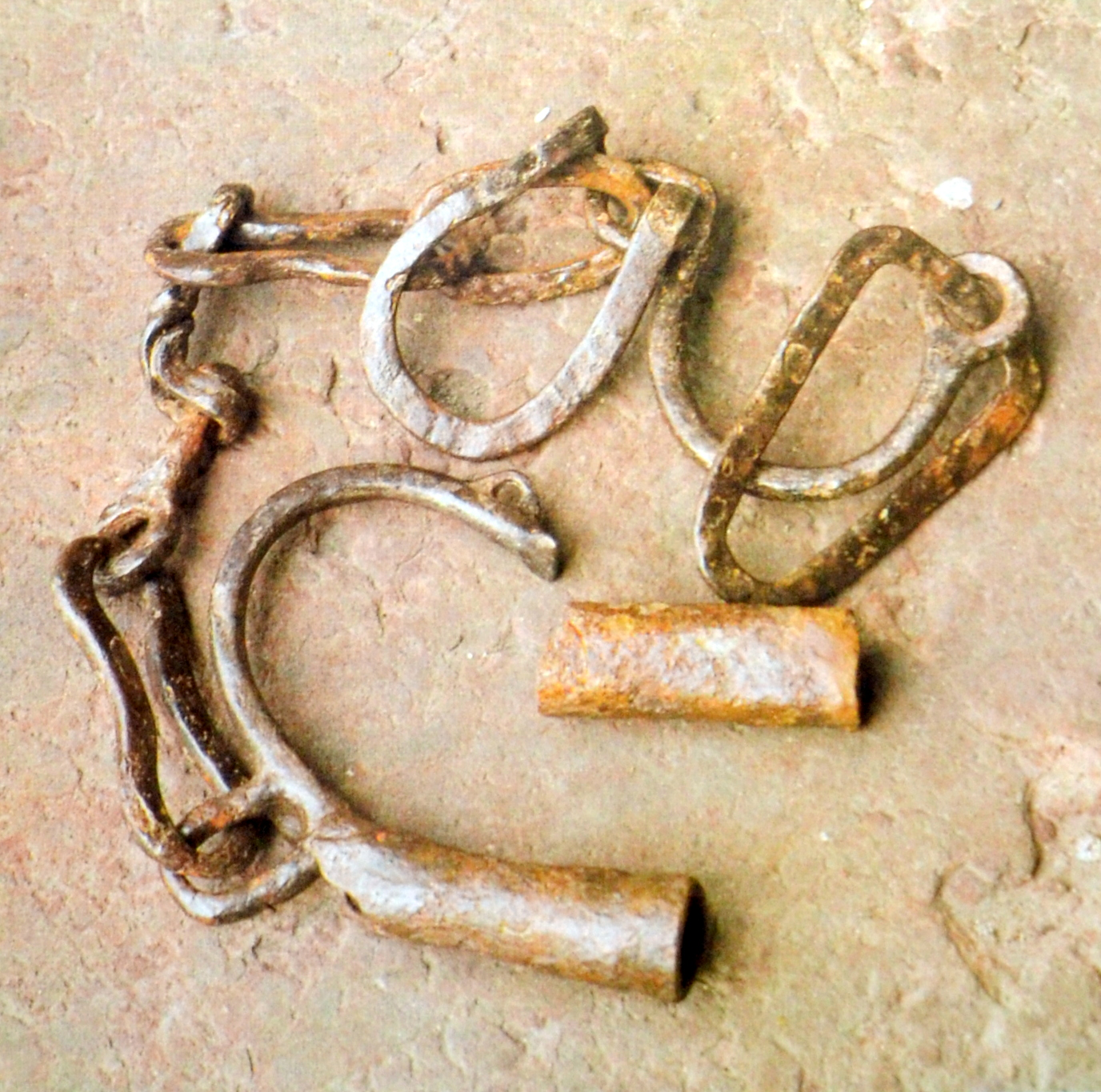
Залізні кайдани, XI або XII століття, з Ной-Нікора

Князівство Богемія в 1000 році.

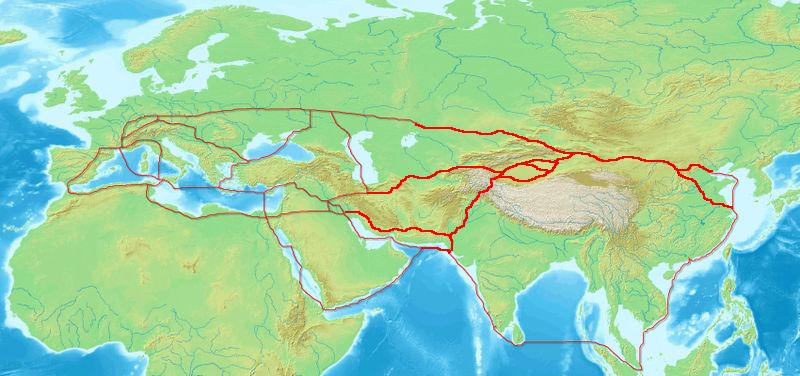
Торговельні шляхи раданітів.

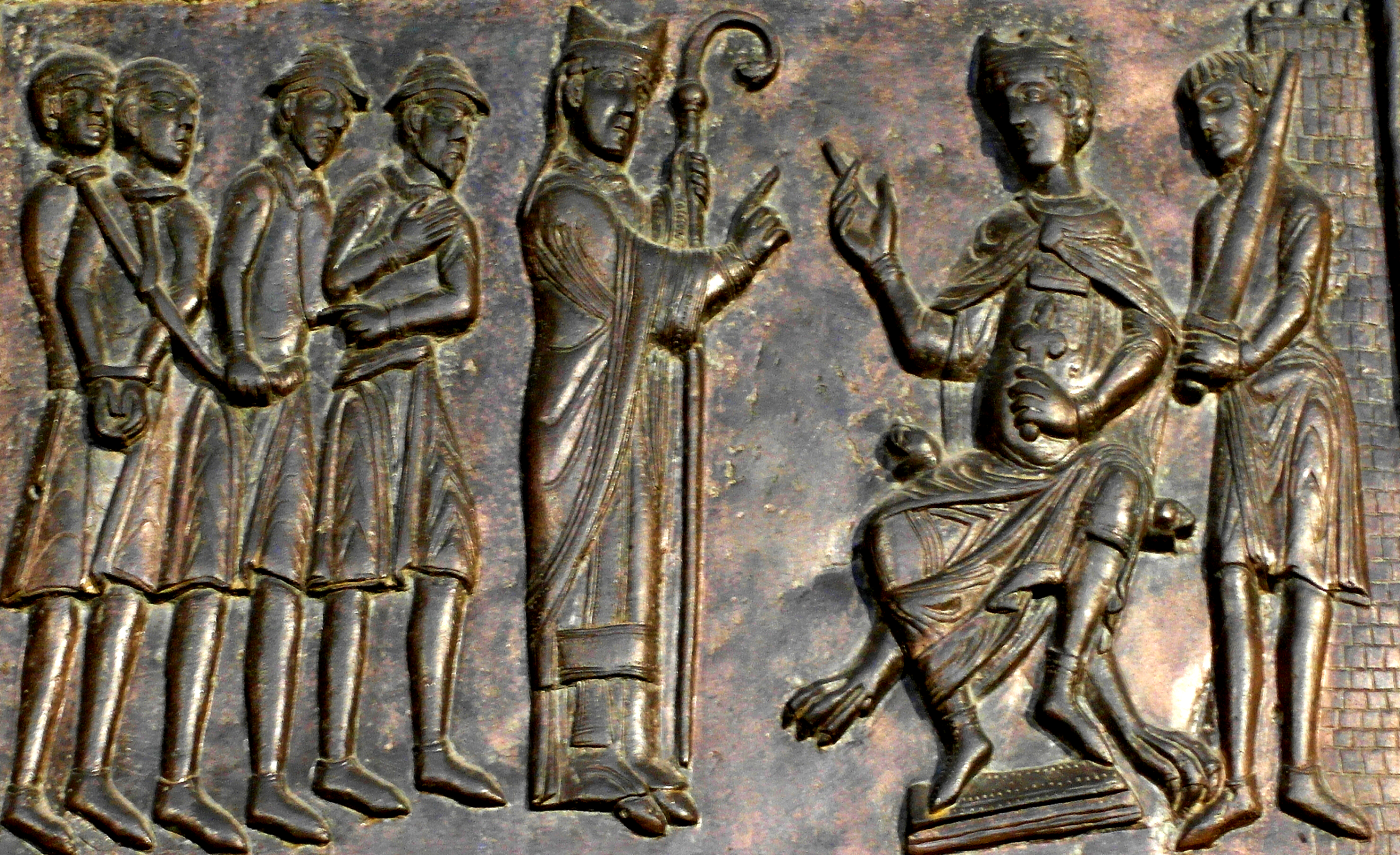
Святий Адальберт Празький благає Болеслава II, герцога Богемії, звільнити християнських рабів їхніми господарями, єврейськими купцями, Гнєзненські двері

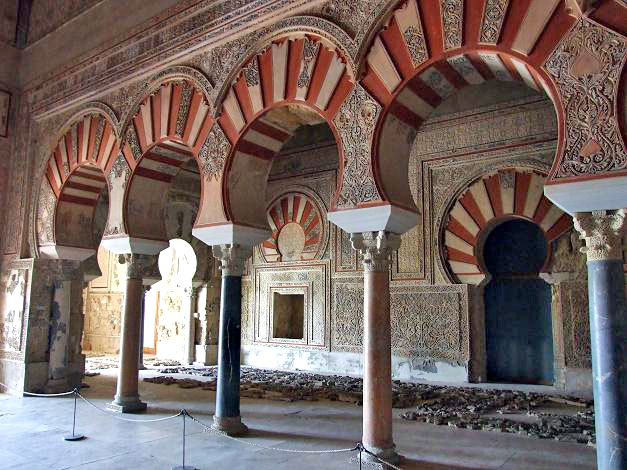
Медінат аз-Захра.

Празька работоргівля — работоргівля, що велася між Богемським князівством та Кордовським халіфатом у мавританському Аль-Андалусі приблизно в IX—XI століттях раннього Середньовіччя. Столиця князівства Прага була центром цієї работоргівлі та на той час була всесвітньо відома як один з найбільших центрів работоргівлі в Європі.
Богемське князівство було новою державою в християнській Європі того часу, що межувала з землями язичницьких слов'ян на півночі та сході. Язичники вважалися допустимими об'єктами поневолення як за християнським, так і за ісламським правом. Таким чином, Богемія могла безперешкодно переправляти язичницьких бранців на невільничий ринок мусульманського халіфату Кордови через християнську Францію. Празька работоргівля була взаємовигідною торгівлею між Кордовським халіфатом, який залежав від рабів для управління державною бюрократією та армією, і Богемським князівством, чия нова держава піднялася до економічної могутності завдяки торгівлі.
Празька работоргівля залежала від постачання язичницьких бранців для підтримки работоргівлі з мусульманським Аль-Андалусом через християнську Європу, а тому втратила своє джерело постачання, коли Східна Європа почала приймати християнство. Паралельно, на початку 11 століття і Кордовський халіфат, і Чеське герцогство переживали період політичної нестабільності.

## Передісторія
У Західній Європі головний шлях работоргівлі проходив з Праги в Центральній Європі через Францію до мавританського Аль-Андалусу, який був як пунктом призначення для рабів, так і центром работоргівлі з рештою мусульманського світу на Близькому Сході. Прага у складі Богемського князівства, яке було нещодавно християнізованою державою на початку Х століття, стала головним центром європейської работоргівлі між IX та XI століттями. Доходи від празької работоргівлі були названі однією з економічних основ Богемської держави, яка фінансувала армії, необхідні для формування централізованої держави, що не було винятком для нової християнської держави у Східній Європі.
Богемське князівство було державою в релігійній прикордонній зоні, що межувала з язичницькими слов'янськими землями на півночі, сході та південному сході. У Середньовіччі релігія була визначальним фактором того, кого вважати законною метою для поневолення. Християни забороняли християнам поневолювати інших християн, а мусульмани забороняли мусульманам поневолювати інших мусульман; проте обидві релігії схвалювали поневолення язичників, які таким чином ставали прибутковою мішенню для работорговців.
У IX та X століттях слов'яни у Східній Європі все ще сповідували традиційну (язичницьку) слов'янську релігію, що робило їх язичниками для християн і невірними для мусульман, а отже, законними об'єктами для поневолення з боку обох релігій. Богемія як релігійна прикордонна держава, близька до язичницьких земель, була в ідеальному становищі, щоб займатися работоргівлею як з християнами, так і з мусульманами, маючи доступ до значної кількості язичницьких бранців. Рабів купували під час набігів на землі слов'ян-язичників на північ від Праги.
Язичницькі слов'янські племена Центральної та Східної Європи були мішенню для рабства з боку кількох суб'єктів у частих військових експедиціях та набігах на їхні землі. Під час військових кампаній Карла Великого та його наступника у ІХ столітті слов'яни-язичники були захоплені вздовж річок Дунай та Ельба та продані франками-християнами, а до середини Х століття Прага стала великим центром работоргівлі язичниками-слов'янами до Аль-Андалусу через Францію.

## Постачання
Прага була відома в усій Європі як головний центр работоргівлі. Полонених, проданих у рабство через Прагу, доставляли кількома маршрутами.

### Герцоги Богемії
Війська князів Богемії захоплювали слов'ян-язичників зі сходу під час експедицій на землі, пізніше відомі як Польща. Продаж полонених на невільничому ринку приносив князям чималі прибутки.
У кількох джерелах Х століття згадується, що князі були причетні до постачання рабів на празький невільничий ринок і що раби зазвичай походили з земель, які пізніше відповідали південній Польщі та Західній Україні.
Князі Богемії, зокрема Болеслав I (прав. 935—972) та Болеслав II (прав. 972—999), регулярно постачали на празький невільничий ринок нових полонених-язичників з експедицій на північний схід.

### Вікінги та варяги
Ще одне джерело постачання було від вікінгів та варягів. Вікінги та варяги були відомі як постачальники рабів на ісламський ринок іншими шляхами. Людей, захоплених у полон під час набігів вікінгів у Західній Європі, могли продати до мавританської Іспанії через Дублінську работоргівлю, а варягів — перевезти Волзьким торговим шляхом до Поволжжя, де рабів продавали мусульманським купцям у Хозарському каганаті та Волзькій Болгарії, а звідти караваном до Хорезма і, нарешті, до Аббасидського халіфату через Саманідський ринок рабів у Центральній Азії.
Хоча раби, яких варяги продавали східним шляхом, могли бути християнами із Західної Європи, раби, яких варяги постачали на невільницький шлях Прага-Магдебург-Верден, були слов'янами-язичниками, яких, на відміну від християн, інші християни мали законне право поневолити та продати як рабів мусульманам; за словами Ліутпранда Кремонського, цих рабів було продано в рабство в Аль-Андалусі через Верден, де деяких з них було відібрано для кастрації, щоб вони стали євнухами для мусульманського ринку рабів в Аль-Андалусі.

### Поляки
Рабів також надавали самі слов'яни як військовополонених під час об'єднання Польщі за часів Мешка І. Щоб утримувати цю військову машину та покривати інші державні витрати, потрібні були великі суми доходів. Велика Польща мала деякі природні ресурси, що використовувалися для торгівлі, такі як хутро, шкури, мед і віск, але вони, безумовно, не забезпечували достатнього доходу. За словами Ібрагіма ібн Якуба, Прага в Чехії, місто, побудоване з каменю, було головним центром обміну торговими товарами в цій частині Європи.
З Кракова слов'янські торговці привозили олово, сіль, бурштин та інші товари, які у них були, найважливіше — рабів; мусульманські, єврейські, угорські та інші торговці були покупцями на празькому невільничому ринку. У «Житії святого Адальберта», написаному наприкінці X століття Іоанном Канапарієм, як головне прокляття того часу описується доля багатьох християнських рабів, проданих у Празі. На бронзових Гнезненських воротах ХІІ століття зображено сцену волочіння закутих у кайдани рабів. Цілком можливо, що територіальна експансія фінансувалася за рахунок здобичі, найціннішою частиною якої були полонені місцеві жителі. Масштаби практики торгівлі людьми, однак, є спірними, оскільки значна частина населення з переможених племен була переселена на сільськогосподарські роботи або в прикордонні поселення, де вони могли служити переможцям у різних якостях і таким чином сприяти економічному та демографічному потенціалу держави. Значне зростання щільності населення було характерним для новостворених держав у Східній та Центральній Європі. Оскільки работоргівля не задовольняла всіх потреб у доходах, держава П'ястів змушена була шукати інші варіанти.
Таким чином, Мешко прагнув підкорити Померанію на узбережжі Балтійського моря. У цій місцевості розташовувалися заможні торговельні центри, які часто відвідували торговці, особливо зі сходу, заходу та півночі. Мешко мав усі підстави вважати, що завдяки своїй здатності контролювати багаті морські порти, розташовані на далеких торговельних шляхах, такі як Волін, Щецин і Колобжег, він міг би отримати великі прибутки.

## Торгівля
Традиційно кажуть, що работорговці, які купували рабів у Празі та переправляли їх на невільничий ринок Аль-Андалуса, були переважно єврейськими раданітами. Папа Геласій I (492) дозволив євреям пререправляти рабів з Галлії до Італії за умови, що вони є язичниками, і на часи Папи Григорія Великого (590—604) домінуючим гравцем у работоргівлі були євреї.
Хоча християнам не дозволялося поневоляти християн, а мусульманам — мусульман, єврейські работорговці мали перевагу вільно пересуватися через релігійні кордони та постачати рабів-мусульман християнському світу та рабів-християн мусульманському світу, а також рабів-язичників для обох спільнот. Мавританський єврейський купець Ібрагім ібн Якуб з Кордови описав торгівлю слов'янськими рабами як один з товарів, що експортувалися з Праги в Аль-Андалус єврейськими та мусульманськими купцями. Ібн Якуб, який, ймовірно, відвідав Прагу 961 року, описав, як работорговці приїжджали на празький невільничий ринок з Кракова та Угорщини, щоб купити рабів. За словами ібн Якуба, візантійські євреї регулярно купували слов'ян-язичників на празькому невільничому ринку.
На відміну від работоргівлі варагів рабами-сакалібами на Близький Схід через хозарську работоргівлю та работоргівлі волзьких болгар у рабство в Аббасидському халіфаті через работоргівлю Саманідів у Центральній Азії, у Празі немає скарбів арабських срібних дирхамів від работоргівлі сакалібами, а празьким работорговцям мали б платити франкські або єврейські посередники предметами розкоші. Марек Янков'як стверджує, що однією з форм оплати, яку використовували єврейські купці, що купували рабів на празькому ринку в ІХ-Х столітті для мавританського невільничого ринку, були маленькі шматочки тканини, які використовувалися як обмінний курс на срібло.
Рабів везли з Праги до Аль-Андалусу через Францію. У той час як церква заперечувала продаж рабів-християн мусульманам, продаж язичників мусульманам не зустрічав такої опозиції. Людовик I Благочестивий дозволив єврейським купцям пререправляти рабів через своє королівство за умови, що вони будуть нехрещеними язичниками.
Празька работоргівля була пов'язана з купцями з Майнца, Вердена та інших західнофранкських міст, через яких рабів переправляли до Аль-Андалусу; ці купці часто, але не завжди, були євреями. Відомо, що євреї Вердена купували рабів і продавали їх в Аль-Андалус, і багато мавританських євреїв наживалися на работоргівлі. Як християнам, так і мусульманам було заборонено проводити кастрацію, але для євреїв такої заборони не існувало, що дозволило їм задовольнити великий попит на євнухів в мусульманському світі.

## Ринок рабів
Прага була одним із шляхів постачання рабів венеційським работорговцям, які купували рабів, а також метал з Праги через східні перевали Альп для продажу в рабство в Єгипті.
Однак найприбутковішим ринком рабів було ісламське рабство в Аль-Андалусі. Арабський халіфат Кордови називав ліси Центральної та Східної Європи, які стали функціонувати як джерело постачання рабів, Білад ас-Сакаліба («земля рабів»). Празький невільничий ринок був частиною великої мережі работоргівлі європейськими рабами-сакаліба до мусульманського світу. Ібн Хавкал писав у X столітті:
«Країна [Сакаліба] довга і широка…. Половина їхньої країни… піддається набігам Хурасанів [Хорезм], які беруть звідти полонених, а північна половина — набігам андалузців, які купують їх в Галісії, у Франції, в Ломбардії і в Калабрії, щоб зробити з них євнухів, а потім переправляють до Єгипту і Африки. Всі євнухи Сакаліба у світі походять з Андалусії…. Біля цієї країни їх каструють. Операцію проводять єврейські купці».
В ісламських країнах ринок рабів мав особливі вимоги. Рабинь використовували як наложниць для домашнього або сексуального рабства. Рабів-чоловіків використовували для однієї з двох категорій: або для військового рабства, або як євнухів. Останню категорію рабів-чоловіків піддавали кастрації для ринку. Багато рабів-чоловіків, відібраних для продажу як євнухи, були піддані кастрації у Вердені. Більшість рабів сакаліба були кастрованими дітьми препубертатного віку.
У мавританському Аль-Андалусі європейські раби сакаліба вважалися екзотичними об'єктами для показу зі світлим волоссям, шкірою та кольором очей. Жінок-рабинь сакаліба шукали або як поневолених служниць, або для сексуального рабства як наложниць у гаремах. Рабів-чоловіків сакаліба або кастрували і продавали як євнухів, або залишали недоторканими і продавали для використання у військовому рабстві як рабів-солдатів; рабів-чоловіків сакаліба також використовували на низці домашніх та бюрократичних посад. Характер ринку рабів-сакаліба означав, що більшість рабів-сакаліба були дітьми передстатевої зрілості, коли вони потрапляли в рабство.
Білих європейських рабів вважали предметом розкоші в Аль-Андалусі, де їх могли продати за 1000 динарів, що було значною ціною. Раби сакаліба вважалися предметами розкоші та часто використовувалися як міська прислуга та в Королівському палаці; за часів правління халіфів Омейядів Абд ар-Рахмана III (912—961) та аль-Хакама II (961—976) було зафіксовано, щ в Королівському палаці Медінат-аз-Захра як рабині-наложниці або євнухио проживало від 3750 до 6087 рабів-сакаліба. За оцінками істориків, у країну щороку імпортувалися сотні рабів.
Раби не завжди призначалися для ринку Аль-Андалусу; подібно до Богемії в Європі, Аль-Андалус був релігійним прикордонням мусульманського світу, і звідти рабів сакаліба вивозили далі до мусульманського світу на Близькому Сході.
Богемське князівство і Кордовський халіфат залежали одне від одного через работоргівлю; Кордовський халіфат залежав від поневолених бюрократів і солдатів-рабів для побудови та управління своєю централізованою державою, тоді як нова держава Чеське князівство будувала своє економічне процвітання на прибутках, отриманих від работоргівлі з халіфатом.

## Кінець работоргівлі
Работоргівля сакалібами з Праги до Аль-Андалусу через Францію втратила свою релігійну легітимність, коли слов'яни-язичники на півночі з кінця Х століття почали поступово приймати християнство, що зробило їх недоступними для поневолення і продажу в мусульманський Аль-Андалус християнською Богемією. Празька работоргівля не змогла легально постачати свій резерв рабів після того, як слов'яни поступово прийняли християнство з кінця Х століття і далі. Християнська Європа не схвалювала християнських рабів, і оскільки Європа майже повністю прийняла християнство до ХІ століття, в Західній Європі на північ від Альп рабство зникло у ХІІ та ХІІІ століттях.
Празька работоргівля відома як один з головних шляхів рабів-сакаліба до мусульманського світу, поряд з балканською работоргівлею Венеційської республіки на півдні, Волзьким шляхом варягів через Волзьку Болгарію та работоргівлею Саманідів на сході.